# ゆうきともか
ゆうき ともかは、日本の漫画家。東京都出身。女性。主に成人向け雑誌で活動する。2002年までのペンネームは、「友紀知佳」（読み方は同じ）。 
1996年、ファンタジィカクテル3月号掲載の「SEXUAL FRUIT NO.3」でデビュー。SF風作品などを描く。同誌の表紙絵も担当する。

## 単行本リスト
- 「Pinkイマージュ」 (東京三世社・ル・コミックス) 1997年9月
- 「フルーティーズ」（富士美出版・富士見コミックス）1998年12月20日
  - 改題：「スィート・トラップ」（蒼竜社・プラザCOMIX）2001年4月20日
- 「ブルーヘブン」（富士美出版）1999年12月
- 「ハニー・ソウル」（富士美出版）2001年2月20日
- 「うす紅色の想い」（富士美出版）2002年8月10日
- 「ハッピー・プラネット」（蒼竜社）2003年4月14日
- 「陽だまりの情事」（富士美出版）2003年11月10日
- 「蜜愛」（富士美出版）2005年2月24日
- 「艶の情景」（富士美出版）2006年4月10日
- 「ラヴァーズ・ソウル」（蒼竜社）2006年4月20日
- 「ふたりの絆」（蒼竜社）2006年10月20日
- 「淫蜜壺診断」（富士美出版）2007年7月24日
- 「うす紅色の情事」（蒼竜社）2007年10月20日
- 「誘惑という名の愛」（富士美出版）2009年6月25日